# Caproni Ca.113
Caproni Ca.113 byl akrobatický cvičný dvouplošník vyráběný v Itálii a Bulharsku od počátku 30. let 20. století. Byl navržen jako navazující typ na model Caproni Ca.100, což bylo silnější a robustnější letadlo schopné letecké akrobacie. Letoun v jedno- nebo dvoumístném provedení byl určen pro civilní i vojenské použití. Regia Aeronautica jej využívala při výcviku vojenských pilotů. Italské Caproni Ca.113 bylo jedním z nejznámějších akrobatických letadel období mezi první a druhou světovou válkou.

## Vznik a užití
Dvouplošník Ca.113 byl vyvinut a zalétán v roce 1931. Trup měl Ca.113 z ocelových trubek a křídla ze dřeva. Původně na něm byl instalován hvězdicový, sedmiválcový motor Walter Castor s výkonem 179 kW (240 k), s nímž se Mario de Bernardi úspěšně zúčastnil akrobatických soutěží v Miláně a v Clevelandu. Následně byl standardně používán silnější motor, sedmiválcový hvězdicový Piaggio Stella P.VII C.35 s výkonem 276 kW (370 k), což byla licence motoru Gnome-Rhône 7K Titan Major. Pro pozdější výškové rekordy byl používán v licenci vyráběný motor Bristol Pegasus, který vyráběla firma Alfa Romeo Avio, letecká divize automobilky Alfa Romeo.
V případě tohoto letounu se jednalo konvenční design s jedním anebo dvěma kokpity v tandemovém uspořádání. Letoun byl používán pro pokračovací výcvik, ale byl také výborným akrobatickým letadlem. Již ve standardní verzi s ním bylo provedeno několik rekordních letů.

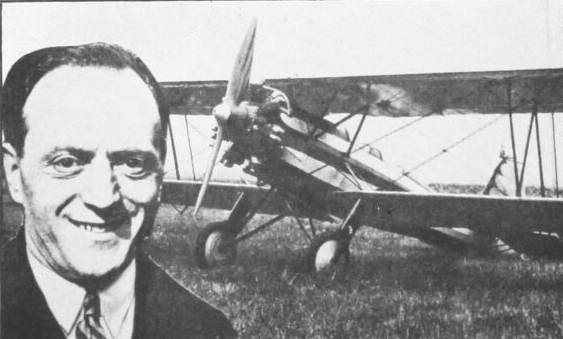
Mario de Bernardi, Caproni Ca.113 s motorem Walter Castor vítězí v Miláně (1931)

Letoun Ca.113 byl také vyráběn ve větších množstvích dceřinou společností Caproni, kterou společnost zřídila v bulharském Kazanlaku (Kaproni Bulgarski). Zde se vyráběl pod označením Čučuliga (Skřivan) v několika variantách označených KB-2, KB-3, KB-4 a KB-5 až do roku 1940. Ze 107 vyrobených letadel jich největší část byla využívána bulharským královským letectvem, až do roku 1944, kdy do Bulharska vstoupila Rudá armáda Sovětského svazu.
Jediný dochovaný Ca.113 s imatrikulací I-MARY je vystaven v muzeu Volandia (bývalá továrna Caproni) v městečku Somma Lombardo u milánského letiště Malpensa.

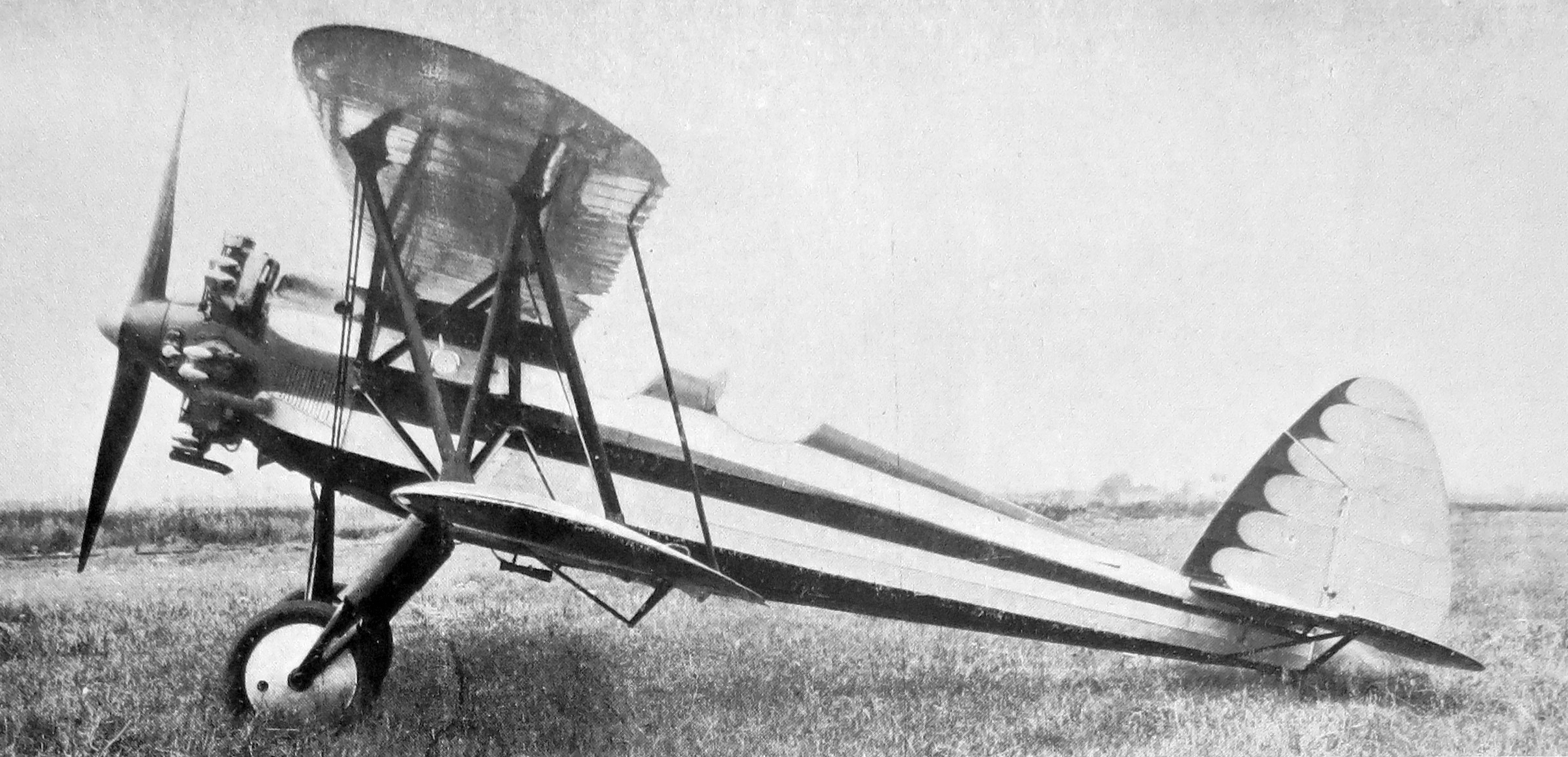
Caproni Ca.113 s motorem Walter Castor vyhrál akrobatickou soutěž v Clevelandu (září 1931)

## Operační nasazení
Prvním úspěšným nasazením nového letounu s motorem Walter Castor se stala účast na mezinárodní letecké soutěži v Miláně 27.-29. června 1931, tovární pilot Mario de Bernardi zvítězil. Největšího sportovního úspěchu Ca.113 s motorem Walter Castor bylo dosaženo, když v září 1931 italský tovární pilot Caproni Mario de Bernardi v akrobatické soutěži Cleveland Air Races v Clevelandu (USA) zvítězil.

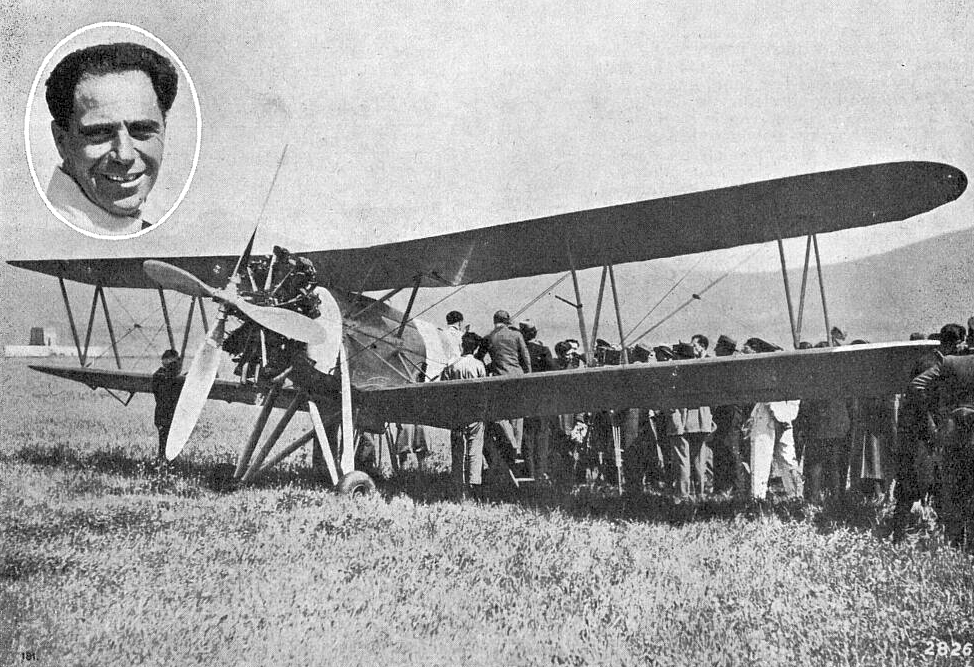
Renato Donati, světový výškový rekord s Caproni Ca.113 a motorem Bristol Pegasus (1934)

Dvakrát byl s tímto letounem překonán světový výškový rekord letounů. Pilot major Renato Donati na variantě Ca.113A.Q. (Alta Quota) 11. dubna 1934 s motorem Alfa Romeo Pegasus (licenční Bristol Pegasus) o výkonu 390 kW (530 k) dosáhl výšky 14 433 m. Podruhé to bylo 7. května 1937, kdy s ním pilot Pezzi dosáhl výšky 15 655 m. Další rekordní zápis zahrnoval ženský světový rekord z 20. června 1935 dosažením výšky 12 043 m. Pilotkou letounu Caproni Ca.113R s motorem Bristol Pegasus S-2 o výkonu 369 kW (502 k) byla markýza Carina Negrone. Tyto skvělé výškové rekordy doplňuje výkon pilota Tita Falconiho z roku 1933 na letounu s imatrikulací I-ACCA, když letěl po leteckých závodech Air Race v Los Angeles (1.-4.7.1933) letem na zádech od Los Angeles do San Diega. V Chicagu se pak zúčastnil a vystoupil na světové letecké výstavě (World Aviation Expo). O něco později, 27. srpna letěl na trase od St. Louis k Chicagu letem na zádech 3 hodiny, 6 minut a 39 vteřin a stal se novým držitelem světového rekordu, jímž výrazně překonal rekordní výkon krajana, kpt. Willyho Bocoly z 15. května 1933, který letěl s letounem Breda Ba.19 "vzhůru nohama" po dobu 65 minut a 15 vteřin.
Před druhou světovou válkou byly letuschopné stroje přemístěny do Italské východní Afriky (dnes Eritrea, Somálsko a Etiopie) a do Italské severní Afriky (dnešní Libye), kde sloužily v kurýrní službě.

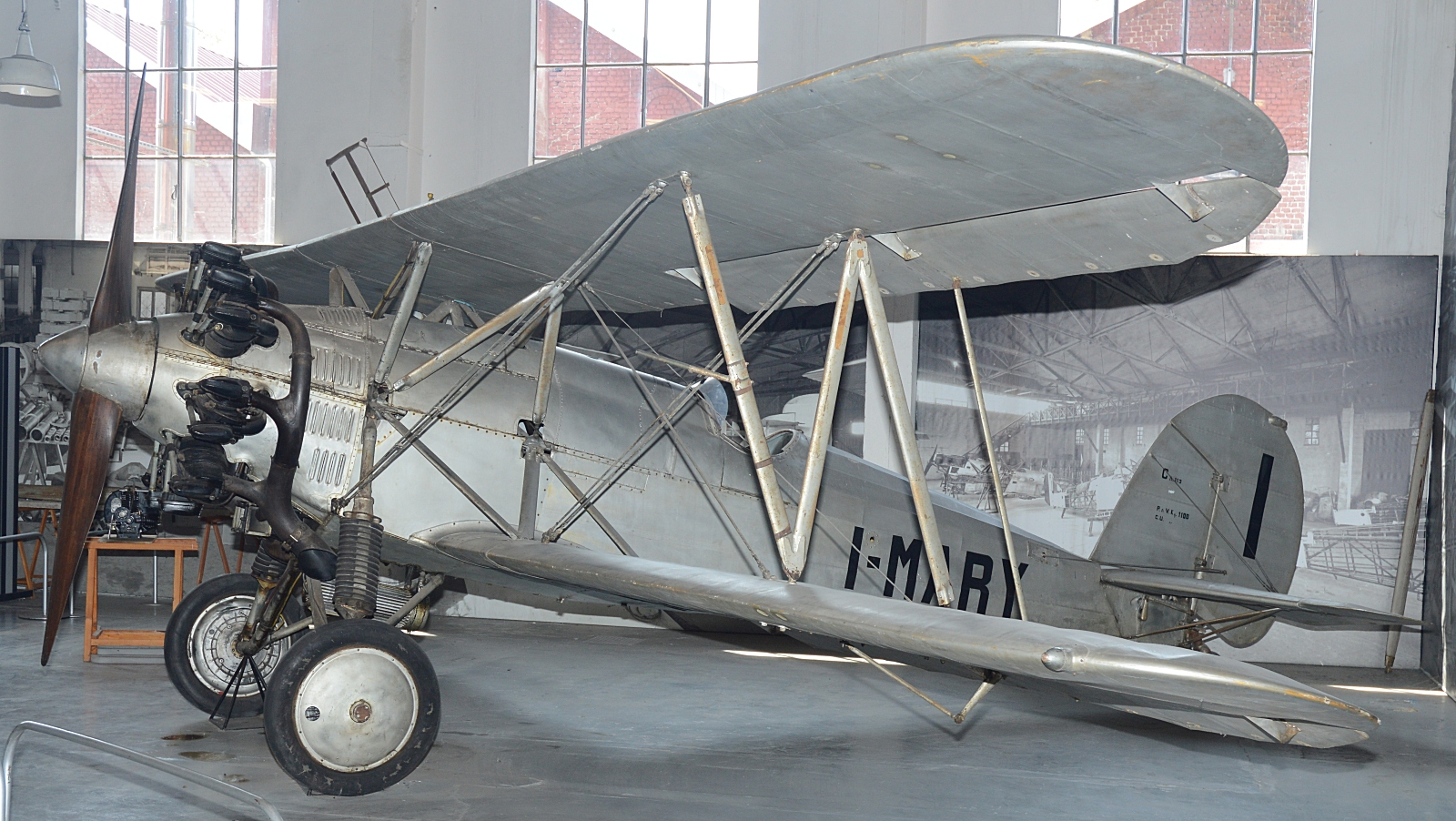
Caproni Ca-113 s imatrikulací I-MARY v muzeu Volandia

## Uživatelé
- Italské království
  - Regia Aeronautica

- Bulharsko
  - Bulharské letectvo

- Peru
  - Peruánské letectvo

- Portugalsko
  - Portugalské letectvo, jedno letadlo

## Specifikace
Údaje dle

### Technické vlastnosti
- Typ: cvičný akrobatický dvouplošník
- Posádka: 2 (pilot a instruktor)
- Délka: 7,30 m
- Rozpětí křídel: 10,50 m
- Výška: 2,70 m
- Nosná plocha křídel: 27,0 m²
- Hmotnost prázdného letounu: 850 kg
- Celková hmotnost: 1 100 kg
- Pohon: 1 × Walter Castor 179 kW (240 k), později Piaggio Stella P.VII C.35, 276 kW (370 k) a ještě později licenční Bristol Pegasus

### Výkony
- Maximální rychlost: 250 km/h
- Cestovní rychlost: 210 km/h
- Dolet: 300 km
- Dostup: 7 300 m
- Rychlost stoupání: 8,8 m/s